# Žilina (okres Kladno)
Žilina (Duits: Schillin) is een Tsjechische gemeente in de regio Midden-Bohemen en maakt deel uit van het district Kladno. Het dorp ligt op 10 km afstand van de stad Kladno en op 30 km afstand van Praag.
Žilina telt 836 inwoners (2024).

## Geschiedenis
Het dorp werd in het midden van de 12e eeuw gesticht. De eerste schriftelijke vermelding van het dorp dateert van 1352, toen de lokale parochie onder de naam Družec cum Žilina een tiende van 30 groszy betaalde. Het dorp was koninklijk bezit, maar in 1552 werd het door keizer Ferdinand I geschonken aan Jan Bořito van Martinice na Smečně, waarna het onderdeel werd van Smečno. Ook na de afschaffing van het feodalisme in 1848 bleef het dorp tot 1918 onderdeel daarvan en bestuurd worden door leden van de familie Martinice.
Sinds 1960 is Žilina een zelfstandige gemeente binnen het district Kladno.

## Bezienswaardigheden
De Kerk van de Geboorte van de Maagd Maria is sinds 1967 een cultureel monument. De kerk werd gebouwd in 1770 en het jaar daarop ingewijd. De eerste van de 20e-eeuwse renovatie werd uitgevoerd in 1907, maar toen de klok en blikken pijpen van het orgel in 1917 voor oorlogsdoeleinden werden weggehaald, begon de kerk te verpauperen.
Een tweede renovatie vond plaats in 1934; de vernieuwde kerk werd hetzelfde jaar nog ingewijd. In 1952 werd de kerk echter weer gesloten en in 1968 werd de inventaris weggehaald. De kerk raakte in verval tot 1992, toen werd begonnen met de derde renovatie. In 1994 luidde de nieuw geïnstalleerde klok en een jaar later werd de kerk wederom ingewijd.

## Verkeer en vervoer

### Autowegen
Er leiden regionale wegen naar het dorp.

### Spoorlijnen
Er is geen spoorlijn of station in Žilina. Het dichtstbijzijnde station is Kamenné Žehrovice 5 km afstand van het dorp. Dat station ligt aan spoorlijn 120 Praag - Kladno - Rakovník.

### Buslijnen
Er zijn twee bushaltes in het dorp:
| Halte         | Lijn | Route            | Vervoerder      |
| ------------- | ---- | ---------------- | --------------- |
| Žilina        | 555  | Roztoky - Kladno | ČSAD MHD Kladno |
| Žilina, Škola | 555  | Roztoky - Kladno | ČSAD MHD Kladno |

## Galerĳ

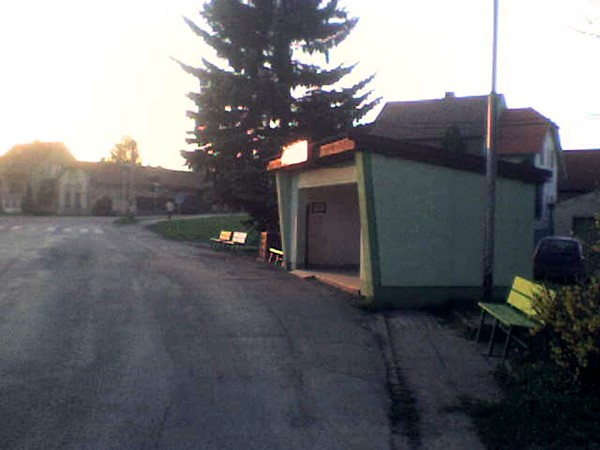
Bushalte in het dorp (2009)
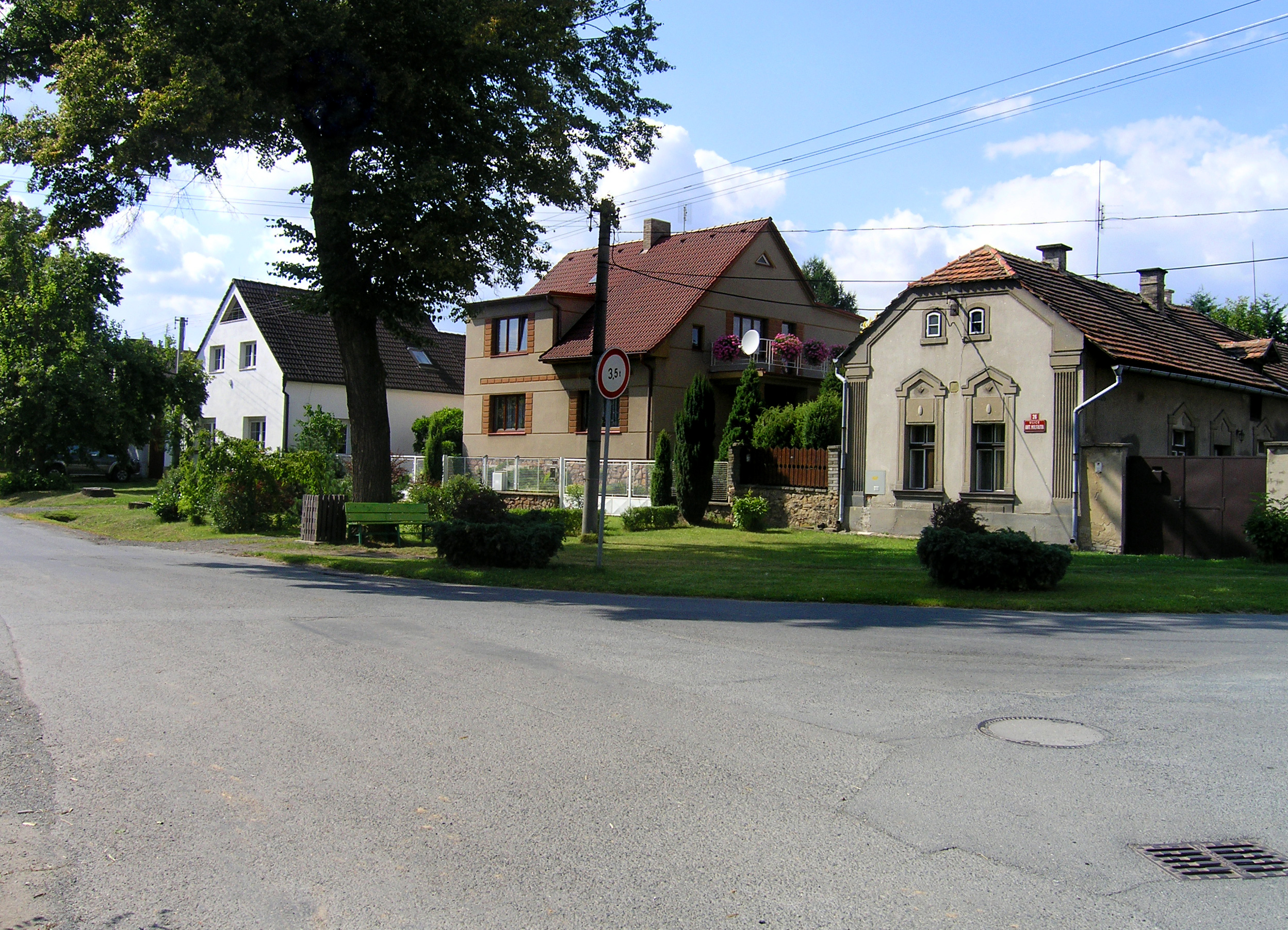
Antonína Milfaitastraat (2009)
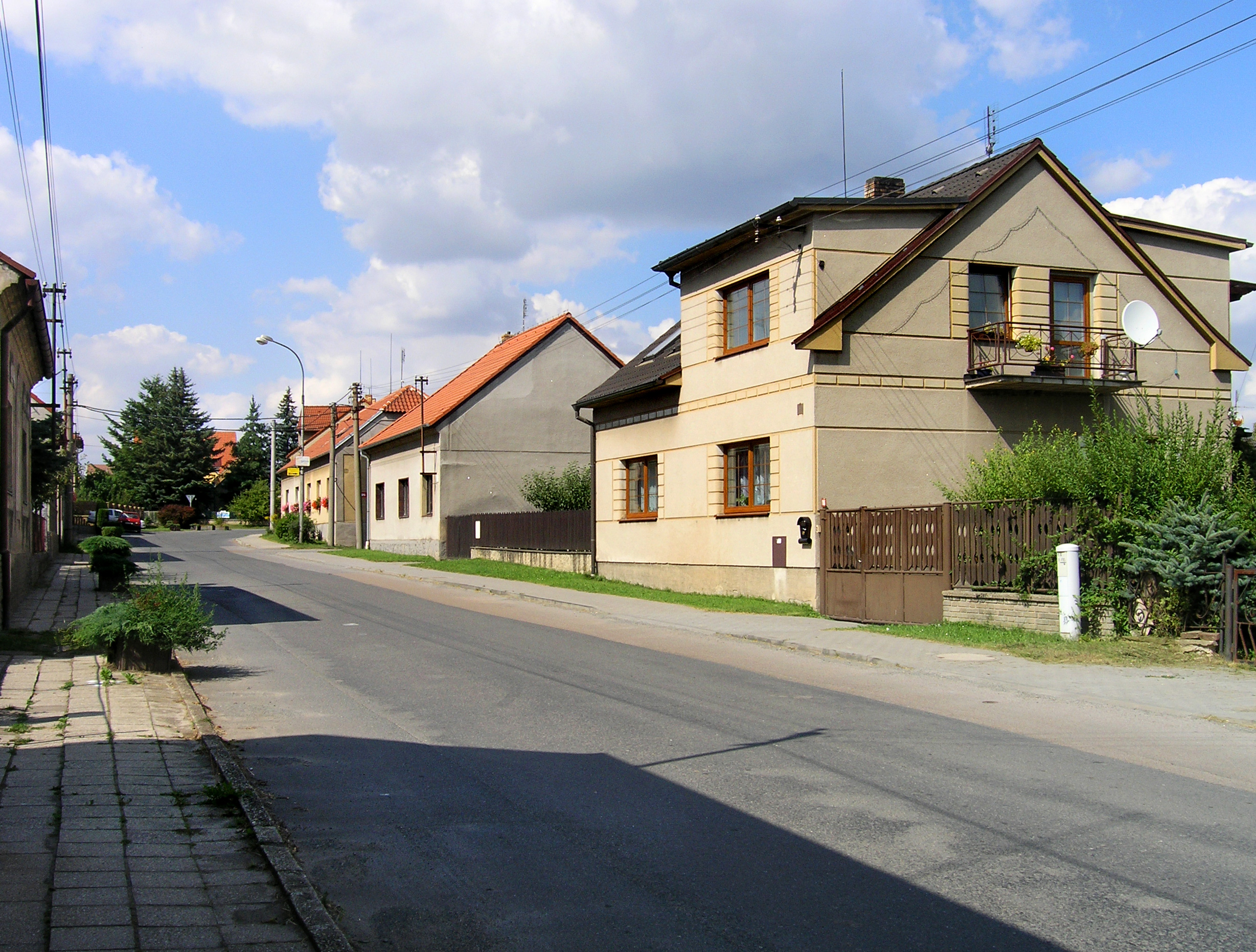
Kladenskástraat (2009)
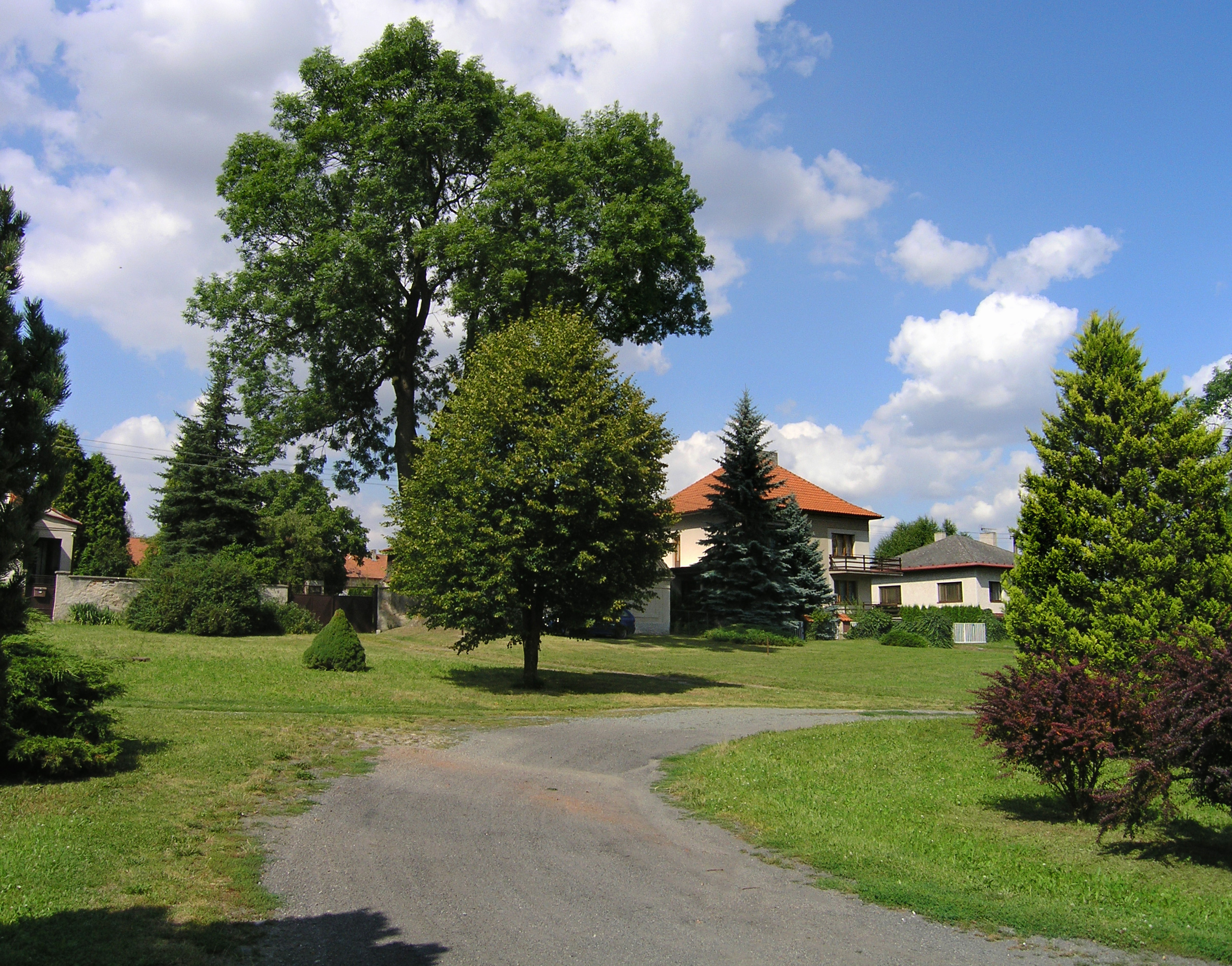
Dorpspark (2009)
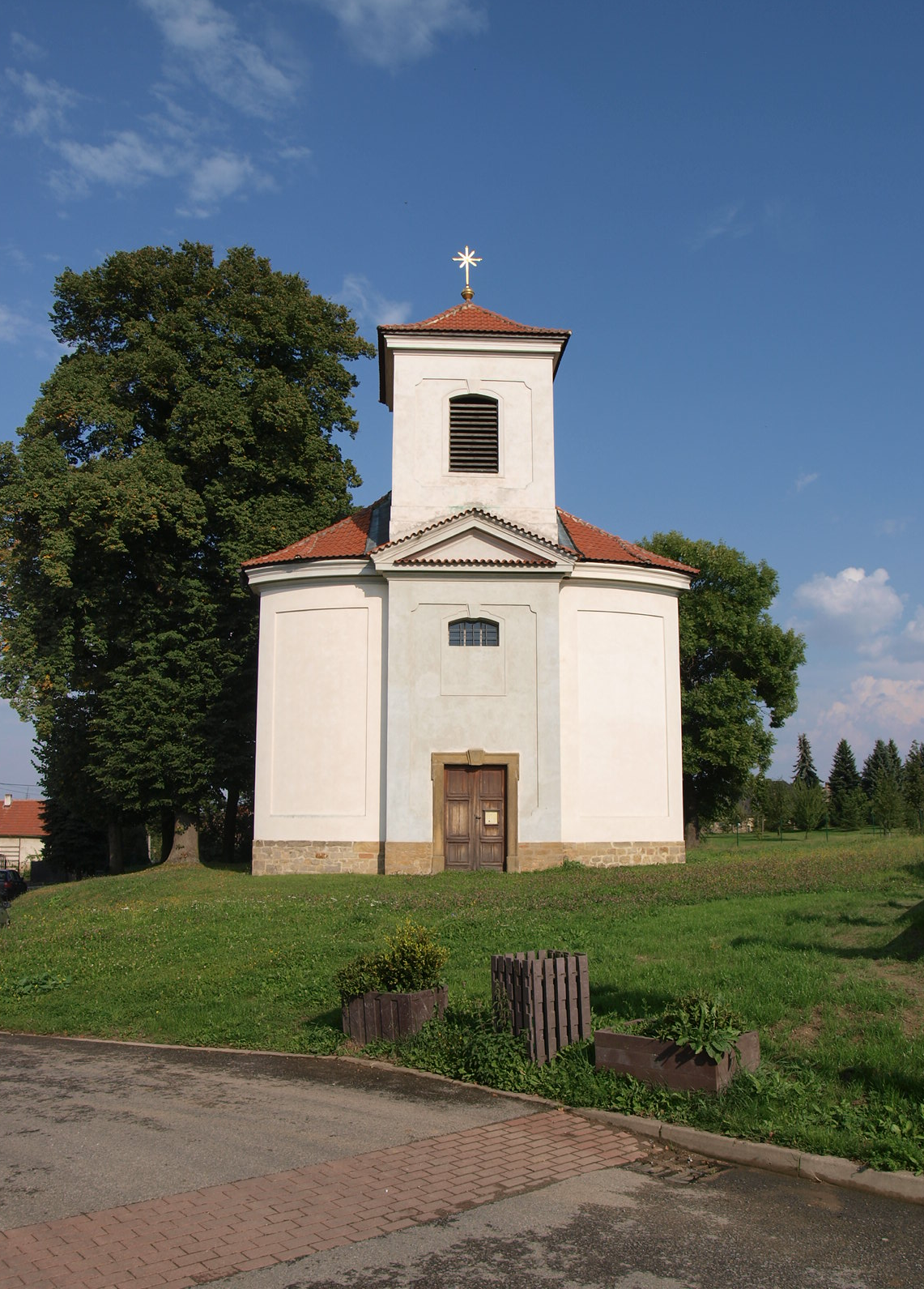
Kerk van de Geboorte van de Maagd Maria (2014)